# Hubbard (Iowa)
Hubbard város az USA Iowa államában, Hardin megyében. Lakosainak száma 860 fő (2020. április 1.).

## Története

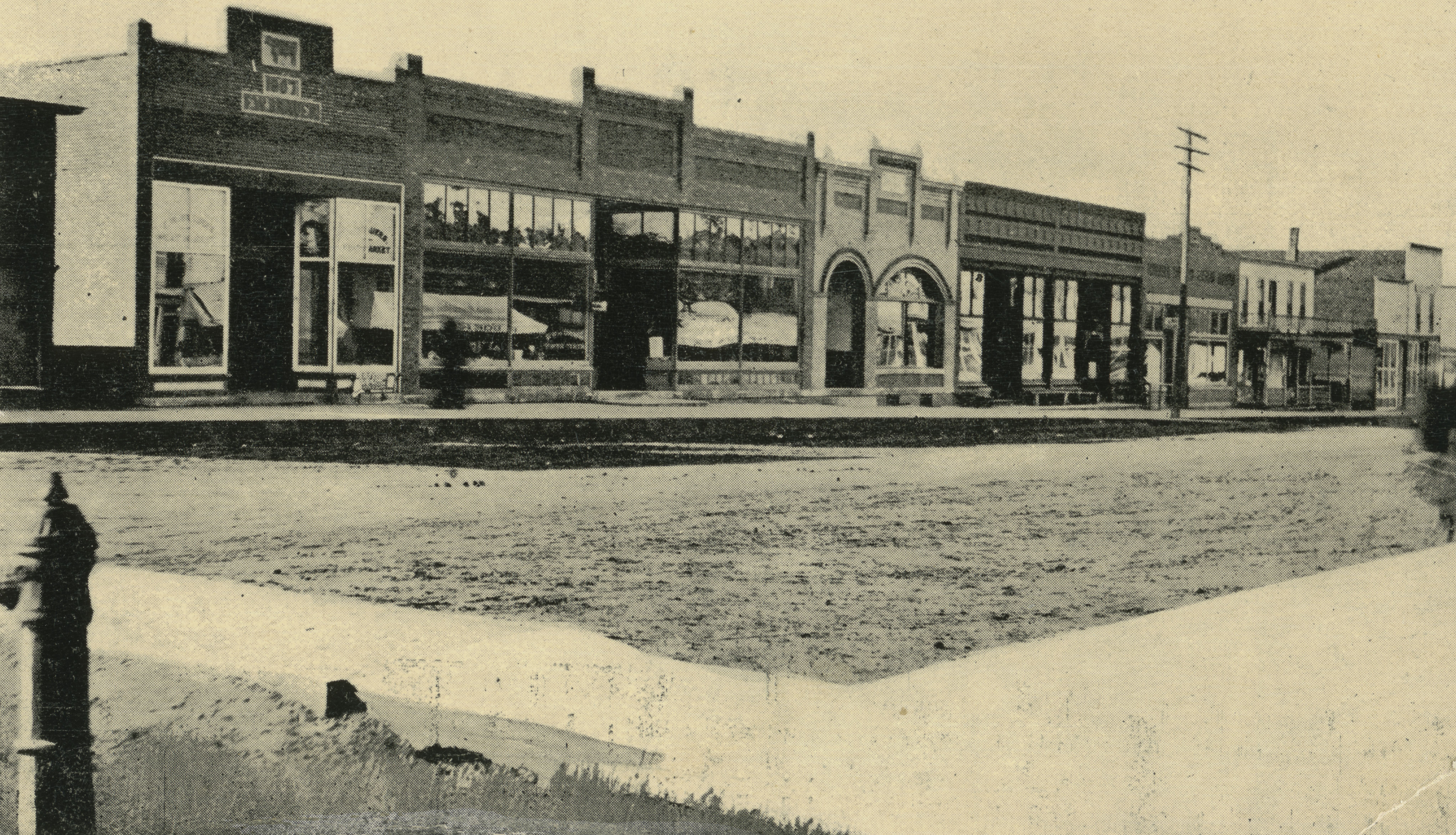
A Fő út 1920-ban

1880-ban alakult ki a település, miután megépült a vasút a területen keresztül. Nevét Nathaniel M. Hubbard bíróról, vasúti ügyvédről kapta.

## Népesség
A település népességének változása:
| Lakosok száma | 452  | 845  | 860  |
|               | 1890 | 2010 | 2020 |

## Oktatás
Az óvodásoktól az ötödik osztályosokig a Radcliffe-i Hubbard–Radcliffe Általános Iskolába, míg a hatodik és nyolcadik osztályosok a Hubbard megyei South Hardin Középiskolába járnak. A kilencedik és tizenkettedik osztály közötti tanulók az Eldorában, Hardin megye székhelyén található South Hardin Gimnáziumban tanulnak.